# 삼각관계

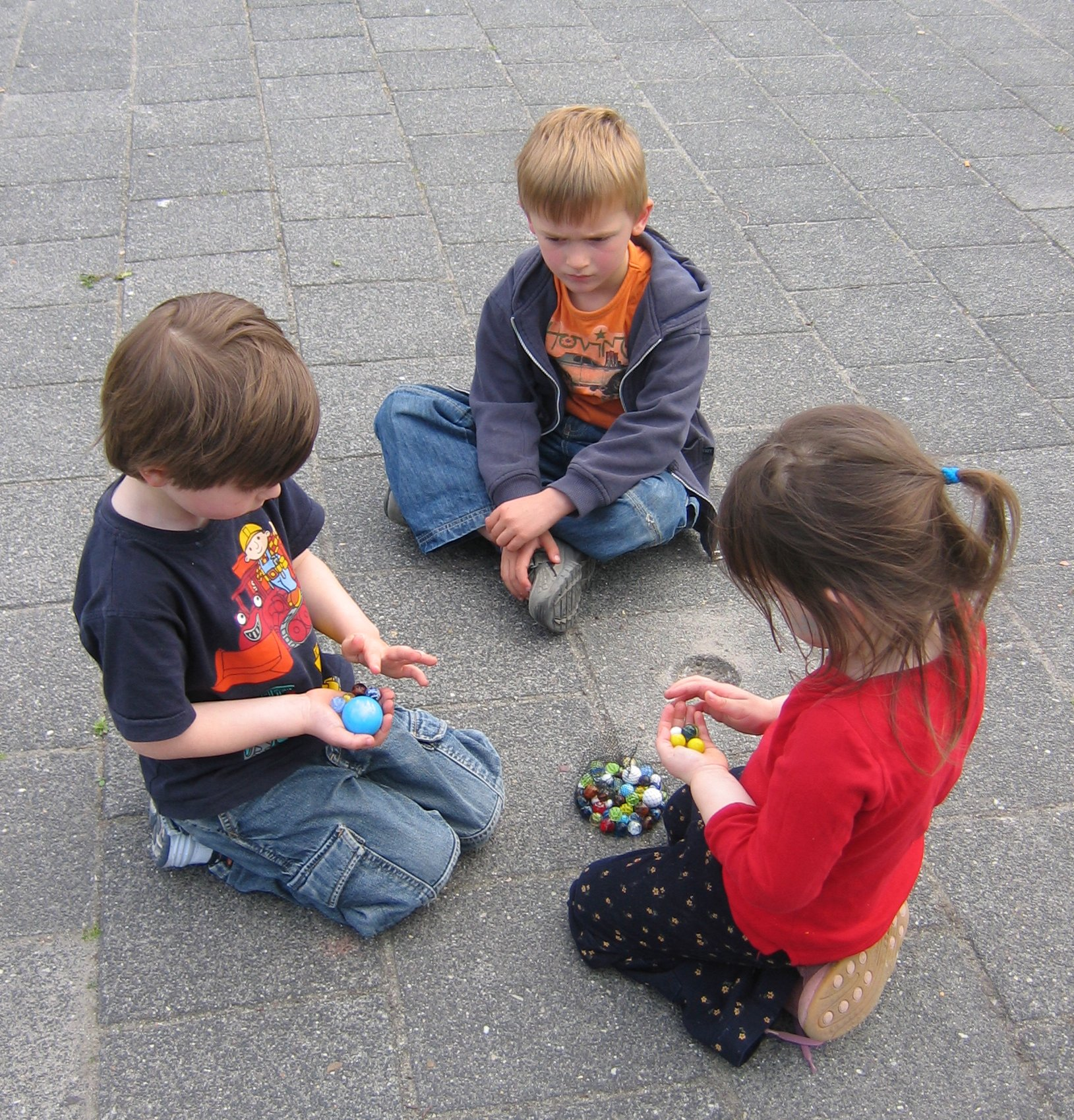
구슬을 가지고 노는 두 남녀 어린이와 그것을 바라보는 남자 어린이

삼각관계(三角關係)는 세 사람이나 세 단체 사이의 관계를 말하며, 보통 세 남녀 간의 연애 관계를 가리킨다.

## 삼각관계를 다룬 작품
삼각관계는 해당 인물 사이의 갈등을 유발할 수 있는데, 갈등은 문학이나 영화 등의 작품에서 이야기를 진행하는 데 있어 중요한 요소이므로 많은 작품에서 삼각관계를 다루고 있다.

### 만화
- 꽃보다 남자 (가미오 요코, 일본)
- 위대한 캣츠비 (강도하, 한국)
- 탐나는도다 (정혜나, 한국)
- 터치 (아다치 미츠루, 일본)
- 신비아파트 (투니버스 한국)

### 소설
- 카라마조프의 형제 (도스토옙스키, 러시아)
- 토지 (특히 5부) (박경리, 한국)

### 영화
- 접속 (1997, 한국)
- 타이타닉 (1997, 미국)

### 희곡
- 십이야 (셰익스피어, 영국)

### 드라마
- 응답하라 1994 (2013년, 한국)

## 같이 보기
- 비독점적 다자연애
- 스리섬
- 플롯